# Sandu (köpinghuvudort i Kina, Hainan Sheng, lat 19,79, long 109,22)
Sandu är en köpinghuvudort i Kina. Den ligger i provinsen Hainan, i den södra delen av landet, omkring 120 kilometer väster om provinshuvudstaden Haikou. Antalet invånare är 23 119. Befolkningen består av 10 261 kvinnor och 12 858 män. Barn under 15 år utgör 27,0 %, vuxna 15-64 år 64 %, och äldre över 65 år 7,0 %.
Runt Sandu är det ganska tätbefolkat, med 239 invånare per kvadratkilometer. Närmaste större samhälle är Xinzhou, 13,1 km sydost om Sandu. Trakten runt Sandu består till största delen av jordbruksmark.
Genomsnittlig årsnederbörd är 2 285 millimeter. Den regnigaste månaden är juli, med i genomsnitt 445 mm nederbörd, och den torraste är februari, med 19 mm nederbörd.